# آلدو پالاتسسکی
آلدو پالاتسسکی (ایتالیایی: Aldo Palazzeschi؛ ۲۹ مهٔ ۱۸۸۵ – ۱۷ اوت ۱۹۷۴) یک رمان‌نویس، شاعر، و روزنامه‌نگار اهل ایتالیا بود. وی برنده جایزه ویارجو (۱۹۴۸) شده است.

## زندگی‌نامه
آلدو در فلورانس در خانواده‌ای بورژوا و مرفه به دنیا آمد. او با پیروی از راهنمایی پدرش در رشته حسابداری تحصیل کرد اما به دلیل علاقه‌مندی به تئاتر و بازیگری از این کار دست کشید. با احترام به خواست پدرش مبنی بر اینکه نام خانوادگی با بازیگری مرتبط نباشد، او نام مادربزرگ مادری‌اش پالاتسسکی را به عنوان نام مستعار انتخاب کرد.
شرایط زندگی مرفه خانواده، او را قادر ساخت تا اولین کتاب شعر خود به نام اسب‌های سفید را در سال ۱۹۰۵ با نام مستعار خود منتشر کند.
پس از آشنایی با فیلیپو تومازو مارینتی، او به یک فوتوریسم پرشور تبدیل شد. با این حال، او هرگز کاملاً از نظر ایدئولوژیک با جنبش همسو نبود و با این گروه بر سر دخالت ایتالیا در جنگ جهانی اول مخالفت کرده و درگیری داشت، با این حال او پس از ورود به ارتش در سال ۱۹۱۶ مدت کوتاهی را در خط مقدم گذراند. "دوره فوتوریسم" او (تقریباً دهه ۱۹۱۰) دوران بسیار پرباری بود و مجموعه آثاری که در این دوران منتشر کرد باعث تثبیت شهرت او شد.
در طول سال‌های بین دو جنگ، تولیدات شعری او کاهش یافت، زیرا او به روزنامه‌نگاری و سایر مشاغل پرداخت. 
آلدو در اواخر دهه شصت و اوایل دهه هفتاد دوباره به نوشتن با مجموعه‌ای از رمان‌ها و انتشار آثارش را کرد. این مجموعه جایگاه او را در آوانگارد جدید پس از جنگ تثبیت کرد.
او در سال ۱۹۷۴ در آپارتمان خود در رم درگذشت.